# Brady Quinn
Brayden Tyler "Brady" Quinn (født 27. oktober 1984 i Columbus, Ohio, USA) er en amerikansk footballspiller (quarterback) der pt. er free agent. Han har tidligere spillet en årrække i NFL for blandt andet Cleveland Browns og Denver Broncos.

## Klubber
- Cleveland Browns (2007–2009)
- Denver Broncos (2010–2011)
- Kansas City Chiefs (2012)
- New York Jets (2013)
- St. Louis Rams (2013)